# Barra de favoritos

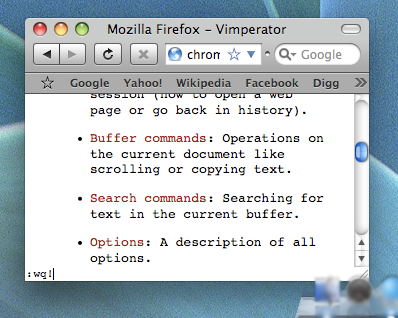
Mozzilla Bookmarks bar

La barra de marcadores (también conocida como barra de favoritos en Microsoft Edge e Internet Explorer) es un elemento de interfaz gráfica de usuario (GUI) en los navegadores web modernos que proporciona acceso rápido a sitios web visitados o guardados con frecuencia. Ubicado directamente debajo de la barra de direcciones de forma predeterminada, permite a los usuarios almacenar, organizar y recuperar marcadores con el mínimo esfuerzo. 

## Características
La barra de marcadores ofrece varias funcionalidades clave para mejorar la eficiencia de la navegación:
- Acceso rápido : los marcadores guardados se pueden abrir con un solo clic, lo que reduce la necesidad de escribir manualmente URL o navegar por los menús.
- Organización personalizada : los usuarios pueden crear carpetas para categorizar los marcadores (por ejemplo, "Trabajo", "Redes sociales", "Noticias") para una mejor gestión.
- Funcionalidad de arrastrar y soltar : la mayoría de los navegadores permiten a los usuarios agregar marcadores arrastrando una URL desde la barra de direcciones o una página web directamente a la barra.
- Sincronización entre dispositivos : los navegadores modernos admiten la sincronización en la nube, lo que permite acceder a los marcadores en varios dispositivos cuando se inicia sesión en una cuenta (por ejemplo, cuentas de Google, Firefox o Microsoft).
- Visualización de faviconos : los marcadores guardados a menudo muestran el favicono del sitio web (icono pequeño), lo que facilita la identificación visual.
- Atajos de teclado : algunos navegadores permiten un acceso rápido mediante comandos de teclado (por ejemplo, Ctrl+Shift+B alterna la visibilidad en Chrome y Edge).

## Evolución a lo largo del tiempo
El concepto de marcadores se remonta a los primeros navegadores web, donde los usuarios podían guardar enlaces para acceder a ellos más tarde. Sin embargo, la barra de marcadores como barra de herramientas dedicada se volvió más prominente con el auge de los navegadores gráficos a fines de la década de 1990 y principios de la década de 2000. Los marcadores se han incorporado a los navegadores desde el navegador ViolaWWW en 1992,  y el navegador Mosaic en 1993.  Las listas de marcadores se llamaban Hotlists en Mosaic  y en versiones anteriores de Opera ; este término ha dejado de usarse comúnmente. Cello, otro de los primeros navegadores, también tenía funciones de marcadores.

### Implementaciones tempranas

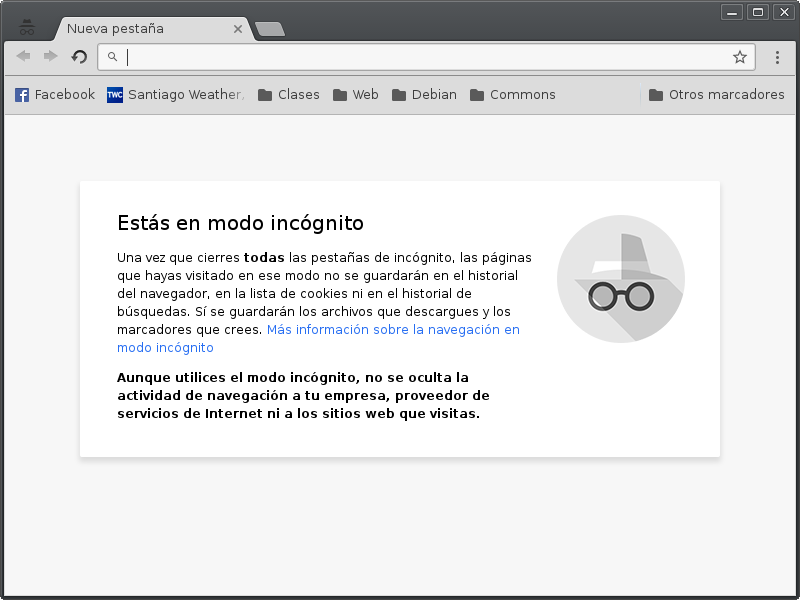
Barra de marcadores en modo incógnito

- Netscape Navigator (1994) introdujo uno de los primeros sistemas de marcadores, permitiendo a los usuarios guardar y organizar sus páginas favoritas en una lista sencilla. En 1997, Netscape agregó una "Barra de herramientas personal" (más tarde llamada Barra de herramientas de marcadores), que sentó las bases para las barras de marcadores modernas.
- Internet Explorer (1995) adoptó una característica similar bajo el nombre de Barra de favoritos, integrándola en Windows como parte de la estrategia de integración web de Microsoft.

### Funcionalidad mejorada (década de 2000 a 2010)
Los navegadores modernos ampliaron los marcadores con funciones como:
- Carpetas anidadas (que permiten la organización jerárquica).
- Buscar dentro de los marcadores (introducido en Firefox 2.0 y el Administrador de marcadores de Chrome).
- Extensiones y API (que permiten que herramientas de terceros mejoren la gestión de marcadores, como Delicious y Xmarks).

### Sincronización en la nube (década de 2010-presente)
Con el auge de las cuentas de navegador (por ejemplo, Firefox Sync en 2010, Chrome Sync en 2008), los marcadores se pueden respaldar y sincronizar entre dispositivos . Los navegadores móviles (como Safari en iOS y Chrome en Android) adaptaron el concepto con variaciones como:
- La pantalla "Favoritos" (un diseño basado en cuadrícula para dispositivos táctiles).
- Paneles de acceso deslizante (por ejemplo, la barra lateral móvil de Edge).

## Comparaciones entre navegadores
Diferentes navegadores implementan la barra de marcadores con ligeras variaciones en funciones y usabilidad.

### Google Chrome
- Alternar visibilidad: los usuarios pueden mostrar u ocultar la barra mediante Ctrl+Shift+B o mediante el menú del navegador.[3]
- Administrador de marcadores: incluye un administrador dedicado ( chrome://bookmarks ) para una organización avanzada.
- Integración de extensiones: algunas extensiones (por ejemplo, "Barra lateral de marcadores") mejoran la funcionalidad.

### Mozilla Firefox
- Diseño personalizable: los usuarios pueden mover la barra o integrarla con otras barras de herramientas.[4]
- Marcadores activos obsoletos: anteriormente se admitían canales RSS directamente en la barra (eliminados en versiones posteriores).[5]
- Integración de bolsillo: ofrece una forma alternativa de guardar páginas para leerlas más tarde.

### Microsoft Edge
- Función Colecciones: permite agrupar marcadores junto con notas y capturas de pantalla.[6]
- Sincronización a través de una cuenta Microsoft: los marcadores se sincronizan entre dispositivos Windows y consolas Xbox.
- Opción de pestañas verticales: se puede combinar con una barra lateral para una navegación alternativa.

### Safari de Apple
- Lista de lectura: una función independiente para guardar páginas para leer sin conexión.
- Sincronización de iCloud: los marcadores se sincronizan entre dispositivos macOS e iOS.
- Diseño minimalista: se centra en la simplicidad con menos opciones de personalización que los competidores.

## Funciones relacionadas
- Barra de direcciones (Omnibox): a menudo integra la funcionalidad de búsqueda de marcadores.
- Gestión de marcadores : incluye importación/exportación de marcadores y opciones de copia de seguridad.
- Extensiones del navegador : complementos como "Raindrop.io" o "Bookmark OS" proporcionan herramientas de marcadores avanzadas.